# Val-Brillant
Val-Brillant  è una municipalità canadese della provincia di Québec situata nel municipio regionale della contea di La Matapédia nella regione amministrativa di Bas-Saint-Laurent. Si trova circa a 400 km a nord-est della città di Québec.